# Torre Millenium
La Torre Millenium es un edificio comercial de Sabadell de arquitectura moderna situado en el llamado Eix Macià, el centro económico de la ciudad, justo entre el barrio de la Creu Alta y el Parc de Catalunya. En total tiene 22 plantas, de las cuales todas están ocupadas por oficinas de empresas, con excepción de una, donde hay un gimnasio. El proyecto es obra de los arquitectos Enric Batlle y Joan Roig y la realización, de la empresa constructora Forcimsa. La construcción del edificio empezó en 1999 y se finalizó en 2002. El complejo arquitectónico fue levantado con un presupuesto de 10 millones de euros.

## Diseño
Torre Millenium, con una altura de 90 metros, es el edificio más alto de Sabadell y del Vallés Occidental y dispone de una superficie de 20.183 m². El material estructural es el hormigón y el sistema de la fachada es de muro cortina. La empresa valenciana Artemarmol fue la encargada de proporcionar 2.500 m² de baldosas de mármol blanco perla flameado cortado a medida, de 60x40x3 cm cada una.
La empresa principal que participó en la edificación es la constructora Forcimsa, que colaboró con otras compañías como la productora Sacresa, la emprendida constructora de la fachada Grupo Folcrá Edificación S.A., Encofrados Alsina, Grúas Comansa o Schindler S.A.
La obra es un diseño hecho por cuatro arquitectos, Enric Batlle, Joan Roig, Ricardo Sanahuja y Juan Manuel Sanahuja, en colaboración con Cristina Maragall, arquitecta, Lluís Roig, aparejador, Gerardo Rodríguez, ingeniero de estructuras, Pere Iturbe, ingeniero de instalaciones y STATIC.